# Hadena dima
Hadena dima är en fjärilsart som beskrevs av Dyar 1916. Hadena dima ingår i släktet Hadena och familjen nattflyn. Inga underarter finns listade i Catalogue of Life.